# Château de Dragsholm
Le château de Dragsholm (en danois : Dragsholm Slot), est un bâtiment historique situé en Zélande, au Danemark.

## Histoire
Avant la remise en état du Lammefjord, Odsherred était reliée au reste de la Zélande par une étroite bande de terre, connue sous le nom de draugh ou drag, située à l'est de Dragsholm où se trouve de nos jours le moulin, Dragsmølle. Les Vikings pouvaient traîner leurs navires à travers la bande de terre, puis naviguer jusqu'à Roskilde, en évitant les eaux dangereuses au nord de la Zélande. L'îlot sur lequel le château de Dragsholm a été construit est entouré de lacs et de prairies juste au sud de la moraine terminale, qui se finit à Vejrhøj au nord.
Dragsholm est l'un des plus anciens bâtiments séculaires du Danemark. Le château original de Dragsholm a été construit vers 1215 par l'évêque de Roskilde. Au Moyen Âge, le bâtiment a été modifié du palais d'origine à un château fortifié. Pendant la guerre du comte (1534-1536) (Grevens Fejde), il était si fort qu'il était le seul château de Zélande à résister aux armées du comte Christophe d'Oldenbourg.
Dans le cadre de la Réforme, Dragsholm est confisqué par la Couronne avec tous les autres biens de l'Église catholique. Durant la période de 1536 à 1664, le château est utilisé comme prison pour les nobles et ecclésiastiques. Dans la grande tour à l'angle nord-est du château médiéval, des cellules de prison sont aménagées et équipées de toilettes et de fenêtres en fonction des crimes du prisonnier, de son comportement et de la gravité de ses insultes envers le Roi.
Certains des prisonniers les plus connus du château de Dragsholm incluent : le dernier évêque catholique de Roskilde et ancien propriétaire du château, Joachim Rønnow, James Hepburn, le 4e comte de Bothwell, troisième époux de Marie, reine d'Écosse, l'écuyer apparemment fou Ejler Brockenhuus, ou encore Erik Munk, qui s'y donne la mort.
Pendant les guerres contre Charles X Gustave de Suède, une tentative est faite pour faire sauter le château.

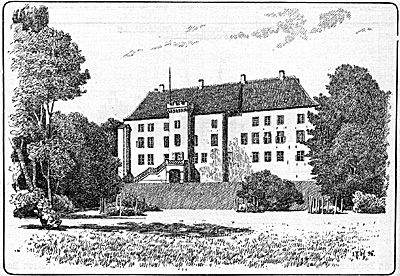
Le château en 1896

En 1694, le château est vendu au noble Frederik Christian Adeler (1668-1726) et finalement reconstruit dans un style baroque. Plusieurs propriétaires de cette famille ont laissé une empreinte durable sur le développement, dont G. F. O. Zytphen Adeler, qui a pris l'initiative de drainer le Lammefjord. La lignée familiale s'est éteinte en 1932 et le château de Dragsholm est passé au Central Land Board qui a vendu l'endroit à J. F. Bøttger, mais uniquement avec le terrain appartenant au domaine principal.
La famille Bøttger a géré le hâteau après un certain nombre de restaurations mineures, qui, en plus de la conservation générale du bâtiment, ont eu pour objectif d'élever le niveau de qualité du château comme hôtel et restaurant. Les chambres d'hôtel du château ont été rénovées et modernisées, et d'autres chambres ont été ajoutées dans la loge du portier de l'autre côté des douves.